# Pagoda Sule

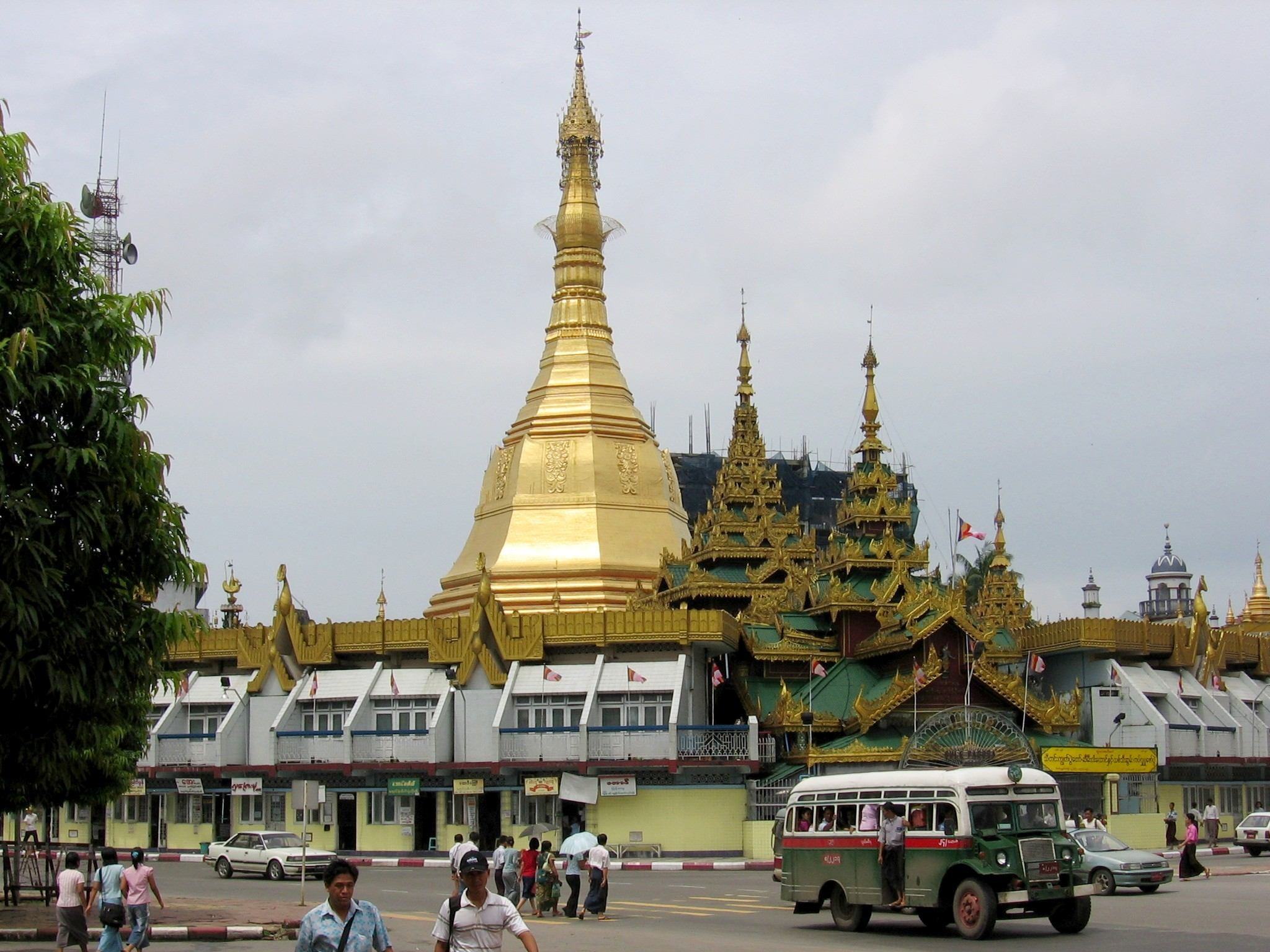
Vista general de la pagoda Sule Paya.

La Sule Paya es una paya o pagoda situada en la localidad de Rangún, antigua capital de Birmania.
La pagoda se distingue del resto porque la forma octogonal de la base se transmite a la cúpula dorada. Durante la ocupación británica, el centro de la ciudad fue reestructurado por completo y la pagoda sirvió como centro. Desde entonces, la Sule Paya sirve de referencia para las distancias kilométricas hacia el norte del país.
Según una leyenda, fue aquí donde el rey Ukkalapa decidió construir la paya de Shwedagon. El templo tiene cuatro entradas, orientadas hacia los cuatro punto cardinales. Según la tradición, en su interior se conservan algunos cabellos de Buda.